# ピアソーラーと偉大なる建築家
『ピアソーラーと偉大なる建築家』（Pier Solar and the Great Architects）は、2010年にWaterMelonが発売したメガドライブ用ロールプレイングゲーム。

## 概要
2004年に同人ゲームとして開発がスタートし、開発に6年がかりの超大作となった。本ゲームはメガドライブ史上最大となる64メガビットの容量を誇る。これはそれまでメガドライブのロールプレイングゲームで最大容量だった、メガドライブ末期の「メガロープレプロジェクト」で発売された『ストーリー・オブ・トア』の24メガビット、メガドライブ史上最大の容量を誇った『スーパーストリートファイターII』の40メガビットはおろか、競合機であるスーパーファミコン最大である『テイルズオブファンタジア』の48メガビットをも上回る。
もともとメガCD用に制作されており、オプションでメガCDのサウンド機能を利用できる。
海外のゲームには珍しく、「メガロープレ」当時の王道JRPG風のゲームデザインである。エンカウント率が高いなど、現代の目で見ると難易度が高い。
2011年と2015年に再リリースされている。2015年に発売された再リリース版には日本語が収録されている。

## 他機種版
SEGAの最新ハードであるドリームキャストをはじめとする他機種への移植、日本語版製作などの資金を募るKickstarterプロジェクトが成功し、2014年以降に各機種に移植された。グラフィックは16-bit版とHD版が収録されている。
2015年の再リリース版で、バグなどの修正の他、難易度の調整機能、つよくてニューゲーム機能が実装されるなど、大幅にバージョンアップされた。
但し、クレジットを見る限り日本人スタッフが参加しているように見えるものの日本語の訳文はかなり不自然である上、英語に依存している謎解きの部分を無理に訳してあるために、まともにヒントとなっていない部分もある。

## 参照
1. ↑  Agnello, Anthony John (2013年11月19日). “Back from the dead: 9 modern games for obsolete consoles”. The A.V. Club. 2013年12月4日閲覧。
2. ↑  “AboutTheGame”.   WaterMelon. 2020年1月29日閲覧。
3. ↑  “AboutTheGame”.   WaterMelon. 2020年1月29日閲覧。